# M.M.G.P.
M.M.G.P.（エムエムジーピー）は、声優チーム運営のWebドラマ配信サイト。

## 概要
プロ声優らによる、オーディオドラマの無料配信を行っている。CDドラマの通信販売も手がけており、同人即売会等での販売も行っている。同サイト内ではWebラジオ「ちょっと一服」が配信され、パーソナリティは声優の青木美知子と延近由美。その他にも公式ブログを設営しており、担当曜日ごとに更新を行っている。
2007年12月31日で活動を終了している。

## Webドラマ一覧

### セントトラップ
主人公であるアカネとシロアの二人は、道中でリョクトという青年剣士とクロウという魔族の少年を仲間に従え、当てのない旅を続ける。コメディーファンタジー作品。
キャスト
アカネ声 - 青木美知子
主人公で巫女の少女。聖職者の中でも最強クラスの強大な力を持っているが、戦闘というよりは普段は主にクロウに対して力を発揮することが多い。考えるよりも体が先に動くタイプ。盗賊のような出で立ちをしている。
シロア声 - 延近由美
主人公で盗賊の少女。普段はメルヘンで夢見がちな普通の少女だが、鍵開けなど盗賊の技や気配の察知や分析などの能力が非常に高い。その名轟く盗賊団の頭領の娘。普段アカネの法衣を着ている。
リョクト声 - 奥沢信応
剣士を夢見て旅をする青年。すぐに腰砕けする小心者で優柔不断であり、アカネからお荷物扱いされている。第１話の戦闘ではアカネに庇われて重症を免れた。
クロウ（チクロ）声 - 風間慎一
存在の希少な魔物の少年。強力な力を持ちながらもシロアに正体を悟らせないほどの使い手だが、アカネの圧倒的な力の前に敗北。人間の姿を保てなくなり、動物型になってしまった。（リョクトいわく「レッサーパンダの子供」）動物型の時はチクロと呼ばれている。聖なるアイテムの力のせいでアカネの命令に背けず、渋々冒険に同行することになった。

### TreasureTale
トレジャーハンターを目指す少年ホップとディル。周りに愉快な三人の仲間を連れ日々奮闘と失態を繰り返す。RPG風、コメディータッチの成長ドラマ。
キャスト
ホップ声 - 田嶋あや（～2話） / 田畑菜苗（3話～）
15歳の見習いハンターの少年。しかしその実力は周りも認めるほどのもの。好奇心旺盛で考えるよりも先に体が動いてしまい、周囲に迷惑をかけることもしばしば。トラップを見抜くなどハンターセンスは抜群、ナイフを武器に戦う。
ディル声 - 釜みな子
15歳の見習いハンターの少年。ホップと並ぶ実力の持ち主だが、気弱な性格のため実力を発揮できないこともままある。突っ走るホップをいつもフォローしている。アウターと呼ばれるモンスター生息地の植物知識などが豊富、弓と鞭を使って戦う。
シナモン声 - 延近由美
旅をしながら雇われハンターの仕事をする一流のハンター。双子の姉。マイペースでおっとりしているがキレると手がつけられない。ディルを溺愛している。武器である炎の大剣フランマソードはシナモンの背よりも高く巨大で、使い方によって炎を吹く。
カシア声 - 青木美知子
シナモンと一緒に旅をしながら雇われハンターをしている一流のハンター。双子の妹。行動派で怒りっぽく、一見引っ張っているように見えるが実はシナモンにいいように扱われている。武器は、双剣ダークボーン。刀身は短いがスピードに長けている。
マロウ声 - 奥沢信応
ハントの依頼が途切れることのないほどの凄腕の一流ハンター。その正体は、四大ハンターの一人「ツインヘッドフェニックス」。ホップとディルのハンター練習によく付き合う面倒見のいいおやじ。
女先輩声 - 山穂満弓
ホップの取材に来た取材ディレクター。
後輩声 - 風間慎一
ホップの取材に来た取材班の男。

## CDドラマ一覧

### パンドラの扉
ある目的のために、人々の心を集めて世界を旅する少年マティアと、マティアと共に旅をする少女レス。人間の喜怒哀楽、様々な想いをテーマに扱った作品。
キャスト
マティア声 - 青木美知子
人間の「思い」を集める旅を続けている少年。情に流されず冷静に物事を見ることができるが、冷静すぎて時に冷たく白状な態度を取ることもある。思いを集める石を持っている。何か暗い過去を持っている。
レス声 - 延近由美
マティアと共に旅を続ける少女。普段から騒がしいが根は優しい。「思い」を持つ人間を見分けたり感知する能力がある。月の光を浴びている間だけはレーセフという大人の女戦士に変化するが、そのレーセフが彼女の本来の姿でありレスの姿は呪いによるもの。レーセフの時の記憶はレスには残らない。かなりの大食いでもある。
ロゼ声 - 田畑菜苗
位の高い家柄の娘。身分違いの庭師の青年に恋をしてしまい、その葛藤で苦しんでいた。
男子生徒声 - 風間慎一
ロゼに思いを寄せる同級生の男子生徒。恋敵に対してイヤミな性格。
ラプラスの魔声 - 奥沢信応
謎の空間で、カードの中に住む正体不明の存在。マティアの精神世界に突如現れ突如消える。マティアの過去や罪について抽象的に、また「パンドラの扉」「鍵」というキーワードを具体的に言及している。未来の選択肢を消してしまうなど、不思議な力を持っている。
少女声 - 山穂満弓
時計台の街の南地区に住むスリの少女。お金を稼ぐために身売りをしている。
女店主声 - 津久井裕子
時計台の街南地区の人売り屋の店主。マティアやレスをスカウトしようとするが失敗した。
客声 - 風間慎一
人を探している主人に仕えている変態気味の男。店で吟味しているところで偶然入ってきたマティアとレスに声をかけるが、何度も殴られる羽目になった。

### TreasureTale0
キャスト
ホップ（声 - 田嶋あや）
ディル（声 - 釜みな子）
シナモン（声 - 延近由美）
カシア（声 - 青木美知子）
マロウ（声 - 奥沢信応）

### まんなかびより
どこにでもある普通のアパート「まんなか荘」には、管理人三姉妹。そこへやってきた下宿人の主人公と三姉妹の、ドタバタラブコメディ。
キャスト
主人公声 - 風間慎一
まんなか荘にやってきた下宿人。（作中では居候などと呼ばれている）三姉妹にいろいろな意味で翻弄されている。色気攻撃に弱く、すぐにギクシャクしてしまい情けないことになる。
まひる声 - 延近由美
三姉妹の長女。人当たりがよく、おっとりした家庭的なほんわか癒し系。しかし次女と三女には、その笑顔が逆に恐れられている。家主であり下宿のオーナーだが、家のことまですべてこなす管理人的存在。
真里（まさと）声 - 山穂満弓
無気力なお色気担当の次女。長女に近い年齢だが、三女と同じレベルで喧嘩する。好きなことは、寝ることと食べることと遊ぶこと。
まつり声 - 青木美知子
気の強さでは姉妹一番の三女。学校でもリーダーシップを取るしっかり者。しかし下宿人に対してはワガママ放題な中学生。

## スタッフ
- 企画・製作 : M.M.G.P.
- 脚本・演出 : ユウキ、胡桃澤
- キャラクターデザイン : ユウキ、ウソコマソ
- 音楽 : 乃村慎一、TAM Music Factory
- 録音 : 乃村慎一、みっき～
- 編集 : ユウキ、御巫悠介
- CDジャケットデザイン : nene